# Amomum smithiae
Amomum smithiae là một loài thực vật có hoa trong họ Gừng. Loài này được Yee Kiew Kam mô tả khoa học đầu tiên năm 1982 dưới danh pháp Elettariopsis smithiae. Phân tích phát sinh chủng loại phân tử chi Amomum nghĩa rộng năm 2018 của de Boer et al. cho thấy nó thuộc về chi Amomum nghĩa hẹp, vì thế nó được các tác giả Jana Leong-Škorničková và Kristýna Hlavatá chuyển sang chi Amomum.

## Phân bố
Loài này có trong khu vực từ Thái Lan bán đảo tới Malaysia bán đảo, ở độ cao đến 500 m (1.650 ft).